# 11981 Бонкомпаньїі
11981 Бонкомпаньїі (11981 Boncompagni) — астероїд головного поясу.
Тіссеранів параметр щодо Юпітера — 3,381.